# Neolophonotus schofieldi
Neolophonotus schofieldi är en tvåvingeart som beskrevs av Jason Gilbert Hayden Londt 1988. Neolophonotus schofieldi ingår i släktet Neolophonotus och familjen rovflugor.
Artens utbredningsområde är Botswana. Inga underarter finns listade i Catalogue of Life.